# Booking.com

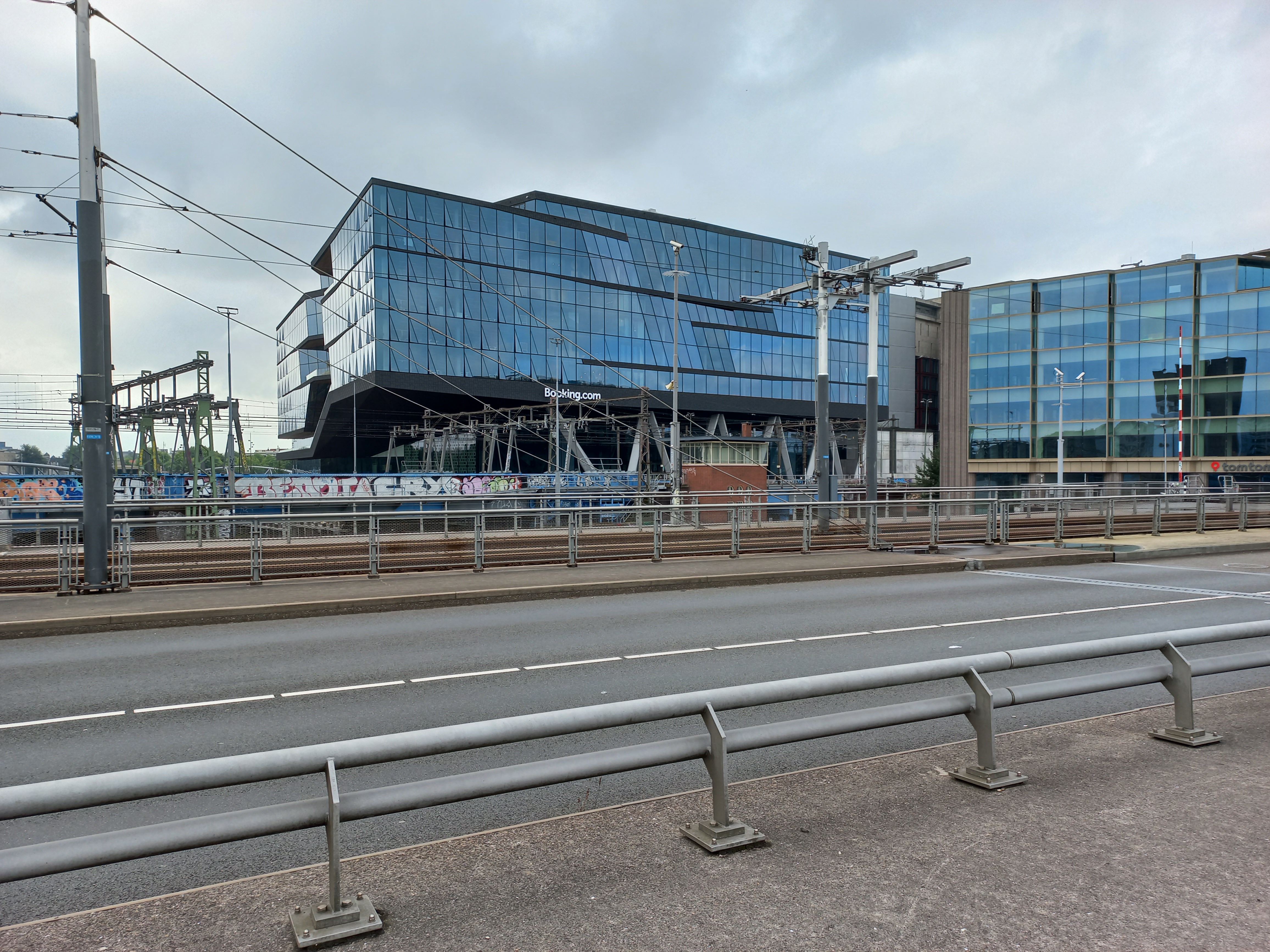
Hoofdkantoor Booking.com (augustus 2023)

Booking.com is een internationale website met hoofdkantoor in Amsterdam waarop burgers een accommodatie voor hun vakantie of reis kunnen boeken. Inmiddels is de website in 43 talen beschikbaar. Booking.com biedt naar eigen zeggen ca. 2,7 miljoen locaties aan voor overnachting, waaronder 400.000 hotels, motels en resorts en 2,3 miljoen huizen en appartementen in meer dan 220 landen en in meer dan 40 talen. Booking.com is een bedrijfsonderdeel van Booking Holdings.
De Verordening digitale diensten beschouwt Booking als een zeer groot onlineplatform, en legt bijhorende verplichtingen op.

## Geschiedenis
Booking.com werd in 1996 opgericht – eerst onder de naam Bookings.nl – door Geert-Jan Bruinsma, een student van Universiteit Twente. Hij werkte vanuit een kantoor in Enschede aan zijn website. In de beginjaren was het alleen mogelijk om in Nederland een hotel te boeken, maar de website begon al snel te groeien en het internationale aanbod nam fors toe. In 1997 werd Kees Koolen investeerder in het bedrijf en vervulde tussen 2001 en 2011 de rol van Chief Executive Officer. Oprichter Bruinsma deed in 2003 het grootste deel van zijn aandelen van de hand.
In 2005 kwam de site voor 110 miljoen euro in handen van de Amerikaanse branchegenoot Priceline, (nu Booking Holdings) en werd samengevoegd met ActiveHotels.com, een Europees online hotelreserveringsbedrijf dat in september 2004 door Priceline Group voor 161 miljoen dollar werd gekocht. De omzet van de boekingssite werd niet apart bekendgemaakt, maar over 2012 behaalde Priceline.com een omzet van 2,28 miljard euro en een winst van 900 miljoen euro. Het bedrijf had toen 8.000 werknemers en het hoofdkantoor is gevestigd in Amsterdam.
Tussen 2018 en 2023 bouwde Booking.com aan een nieuw hoofdkantoor aan de oostkant van het Oosterdokseiland te Amsterdam. Hierdoor moest de Oosterdoksdraaibrug voor een periode van tweeënhalf jaar dicht. Het kantoor werd in de zomer van 2023 betrokken. 
Tijdens de coronapandemie in 2020 werd het bedrijf hard getroffen, omdat het grootste deel van de omzet wegviel. Tegelijkertijd kreeg het bedrijf in Nederland kritiek, omdat het voor de doorbetaling van de salarissen van medewerkers een beroep deed op staatssteun, terwijl Booking.com in de jaren daarvoor miljarden euro's winst had gemaakt en grote bedragen dividend uitkeerden. Als gevolg van de pandemie ontsloeg Booking.com 4000 medewerkers. Ondanks 64 miljoen euro loonsteun (via de NOW-regeling) vielen er bij het hoofdkantoor in Amsterdam ongeveer 1000 ontslagen. Drie topbestuurders ontvingen een bonus van bij elkaar 28 miljoen euro. In juni 2021 maakte het bedrijf bekend de loonsteun terug te betalen. In 2022 steeg de omzet weer uit boven het niveau van voor de coronacrisis. De winst lag nog wel lager.

### Kritiek

#### Misleiding
Het bedrijf is niet onomstreden. Zo werd Booking.com in 2014 op de vingers getikt door de Reclame Code Commissie, omdat klanten zouden worden misleid met kreten als "We hebben nog één kamer vrij". Het ging dan om het aanbod van de website zelf, terwijl het best mogelijk was om via een andere website of rechtstreeks een kamer te boeken bij de betreffende accommodatie. Verder eiste Booking.com van aanbieders dat zij nergens anders kamers zouden aanbieden tegen een lager tarief dan op hun website. Die eis liet het bedrijf volgens eigen zeggen in juni 2015 vallen. De hotelmarktplaats was daarmee eventuele Europese regelgeving voor en kwam tegemoet aan kritiek van hoteleigenaren.
Eind mei 2024 kwam Booking.com in het nieuws vanwege het nog altijd misleiden van consumenten door middel van duistere patronen, zoals het aangeven van een beperkte beschikbaarheid (ter in werkelijkheid er veel meer kamers beschikbaar zijn) en verborgen kosten.
Per 1 juli 2024 schrapte Booking.com de pariteitsverplichtingen in diverse Europese landen, waaronder Nederland. Accommodatieverstrekkers kunnen nu lagere prijzen of betere voorwaarden op de eigen boekingskanalen hanteren dan op de website van Booking.com. Van Booking.com mocht dit eerst niet, om te voorkomen dat gasten op de Booking.com website accommodaties bekijken en vergelijken en vervolgens overstappen naar de website van de aanbieder. Booking.com maakt dan wel kosten, maar daar staan geen inkomsten tegenover. De Europese Verordening digitale diensten verbiedt nu het verplichten van pariteit. De wijziging geldt voor alle landen die onderdeel uitmaken van de Europese Economische Ruimte. In België, Duitsland, Frankrijk, Italië, Oostenrijk en Portugal waren de pariteitsverplichtingen al eerder afgeschaft.
In diezelfde maand gaf de Spaanse toezichthouder La Comisión Nacional de los Mercados y la Competencia (CNMC) een boete van ruim 413 miljoen euro aan Booking.com. CNMC is van oordeel dat Booking.com de afgelopen vijf jaar misbruik heeft gemaakt van zijn dominante positie. Het bedrijf verbood hotels om lagere prijzen aan te bieden dan op hun eigen sites en legde beperkingen op zodat andere online reisbureaus moeilijker konden concurreren met het platform.
In juli 2025 liet Hotrec, de koepelorganisatie van de Europese horeca, weten dat een groepsvordering was ingesteld tegen Booking.com, waarmee hotels een compensatie eisen voor de jarenlange praktijk waardoor ze op hun eigen website geen voordeliger tarief mochten aanbieden. Meer dan 10.000 Europese hotels zouden zich aangesloten hebben bij de groepsvordering. Een maand eerder startte de Consumentenbond en Stichting Consumenten Competition Claims een massaclaim.

#### Werkomstandigheden
In augustus 2019 publiceerde de Volkskrant een artikel over de werkomstandigheden bij het bedrijf. Oud-werknemers omschreven het als "een chaos".

#### Pensioenfonds
Na jarenlange procedures besliste het gerechtshof in Den Haag in januari 2023 dat Booking.com zich moet aansluiten bij het pensioenfonds voor de reisbranche Pensioenfonds PGB. Het bedrijf ziet zichzelf meer als internetbedrijf, maar het hof oordeelde dat de site voor het boeken van accommodaties en hotelovernachtingen vooral een online reisagent is. Deze rechtszaak was aangespannen door pensioenfonds Bpf Reisbranche. In eerdere uitspraken kreeg Booking.com nog gelijk, maar met deze uitspraak moet het bedrijf met terugwerkende kracht vanaf 1999 aansluiten bij het pensioenfonds. Het moederbedrijf van Booking.com taxeerde de kosten van deze uitspraak op zo'n 405 miljoen euro. Na jarenlange procedures oordeelde de Nederlandse Hoge Raad op 21 maart 2025 dat het bedrijf alsnog tot 405 miljoen aan Pensioenfonds PGB moest betalen, teruggaand naar 1999.

## Organisatie
| Kees Koolen   | 2001–2011  |
| Darren Huston | 2011–2016  |
| Gillian Tans  | 2016–2019  |
| Glenn Fogel   | 2019–heden |